# John Castle
John Michael Frederick Castle (Croydon, 14 de janeiro de 1940) é um ator inglês, atualmente aposentado. Ele é mais conhecido por interpretar Bill em Blowup (1966) e Geoffrey em The Lion in Winter (1968). Seus outros créditos notáveis incluem Man of La Mancha (1972) e RoboCop 3 (1993). 

## Vida pregressa
Nascido em Croydon, Castle foi educado no Brighton College e Trinity College, em Dublin, e treinado na Royal Academy of Dramatic Art (RADA).    

## Trabalhos
A primeira aparição de Castle foi como Westmoreland no palco em Henry V em 5 de junho de 1964, no Open Air Theatre, Regent's Park. Sua primeira aparição no teatro da Broadway foi em fevereiro de 1970, como Jos no musical de curta duração Georgy . 
Sua estreia nas telas foi no filme Blowup, de Michelangelo Antonioni, de 1966, no papel do amigo artista de David Hemmings, Bill. Em 1968, como o conspirador Príncipe Geoffrey na adaptação para o cinema de O Leão no Inverno, ele recebeu muitos elogios e isso o colocou em seu caminho como um ator coadjuvante de qualidade em Londres e Hollywood. De acordo com o Rotten Tomatoes, O Leão no Inverno é o filme de "maior audiência" de Castle.  Também em 1967, ele apareceu na série de TV britânica The Prisoner as Number 12, um simpático guardião do episódio, intitulado "The General". 
Castle desempenhou o papel de Octavius Caesar na versão mal revisada de Antony and Cleopatra (1972) de Charlton Heston. 
Castle apareceu como Carruthers, o mais honorável de um trio de planejadores em um episódio da série Sherlock Holmes da Granada Television ("The Solitary Cyclist", 1984). Sua associação com Sherlock Holmes continuou com seu papel como Nigel St Clair na versão cinematográfica de The Crucifer of Blood (1991). 
Ele interpretou o Inspetor Craddock em uma adaptação da história de Agatha Christie "A Murder is Annumped" (1985),  um papel que ele recriou no mistério de Miss Marple, The Mirror Crack'd from Side to Side (1992). Ele também desempenhou o papel-título na versão de 2000 feita para a TV de Christie, Lord Edgware Dies. Em 1990, Castle estrelou como Superintendente George Thorne nas adaptações para rádio da BBC dos romances de John Penn. Castle apareceu em outras séries de TV, incluindo I Claudius, Ben Hall e Lost Empires.
Entre as atuações de Castle no palco estava seu papel como Oswald no revival da Royal Shakespeare Company de Ibsen's Ghosts em 1967, com Dame Peggy Ashcroft como a mãe de Oswald, Sra. Alving e Gandhi na peça Gandhi no Tricycle theatre Londres. 

## Vida pessoal
Castle é casado com a escritora Maggie Wadey.

## Filmografia selecionada
- Blowup (1966) - Bill
- O Leão no Inverno (1968) - Geoffrey
- The Promise (1969) - Marat Yestigneyev
- Antônio e Cleópatra (1972) - Otávio César
- Made (1972) - Padre Dyson
- Homem de La Mancha (1972) - Sanson Carrasco / The Duke
- The Incredible Sarah (1976) - Damala
- Eliza Fraser (1976) - Capitão Rory McBride
- Eagle's Wing (1979) - The Priest
- Never Never Land (1980) - Jim
- King David (1985) - Abner
- Dealers (1989) - Frank Mallory
- RoboCop 3 (1993) - Paul McDaggett
- Sparrow (1993) - Giuseppe
- Merisairas (1996) - Engenheiro Chefe Josif Mantz
- Gods and Generals (2003) - Brig. Gen. William N. Pendleton
- I Against I (2012) - Tommy Carmichael

### Televisão
- The Prisoner (1967) – Number Twelve in the episode "The General"
- The Shadow of the Tower (1972) – Thomas Flamank
- Softly, Softly (1973) – Billy Mason
- Warship (1975) – Lieutenant-Commander Peter Tremayne, officer commanding the Royal Navy submarine HMS Ovid no episódio "Under the Surface"
- I, Claudius (1976) – Agrippa Postumus
- The New Avengers (1976) – Colonel Miller in the episode "Dirtier by the dozen"
- The Three Hostages (1977) – Dominick Medina
- 1990 (1977) – Philip Carter
- The Prime of Miss Jean Brodie (1978) – Teddy Lloyd
- Lillie (1978) – Prince Louis of Battenberg
- The Professionals (1978) — CI5 Agent Tommy McKay ('Shotgun Tommy') in A05 "Heroes"; Peter Crabbe in B04 "Man Without a Past"
- Tales of the Unexpected - "Fat Chance" (1980) - John Burge
- Strangers (1982) – Martin Hargreaves
- Reilly, Ace of Spies (1983) – Count Massino
- The Adventures of Sherlock Holmes "The Solitary Cyclist" (1984) - Carruthers
- Miss Marple 1ª Temporada, Episódio 1: "A Murder is Announced" (1985) – Detective Inspector Craddock
- Lost Empires com Laurence Olivier e Colin Firth (1986)
- Tales of the Unexpected
- The Crucifer of Blood (1991) – Neville St Clair
- Inspector Morse 5ª Temporada, Episódio 3: "Who Killed Harry Field?" (1991) – Tony Doyle
- Miss Marple  "The Mirror Crack'd from Side to Side" (1992) – Detective Inspector Craddock
- Lovejoy' (1994) 6ª Temporada, Episódio 2: Day of Reckoning – Max Hunter
- Bramwell  (1994) - Guy Le Saux
- Pie in the Sky (1996) – Charles Rider
- The Ruth Rendell Mysteries (1997) – Mark no episódio "A Dark Blue Perfume"
- Catherine Cooksons A dinner of herbs  2000
- Agatha Christie's Poirot 8ª Temporada, Episódio 2: "Lord Edgware Dies" (2000) – Lord Edgware
- Nova (2000, Public Broadcasting Service) – David Irving
- Casualty (2004) – Brian 'Bullet' Taylor
- The Princes in The Tower (2005, Channel 4 production) – Dr John Argentine
- Spooks (2006) – Jocelyn Myers
- Midsomer Murders 10ª Temporada, Episódio 3: King's Crystal (2007) – Charles King
- The Tractate Middoth (2013, BBC) – John Eldred
- Ben Hall (TV series) (1975, ABC, BBC, 20th Century Fox) – Frank Gardiner